# 171 (număr)
171 (o sută șaptezeci și unu) este numărul natural care urmează după 170 și precede pe 172 într-un șir crescător de numere naturale.

## În matematică
171
- Este un număr compus.[1]
- Este un număr deficient.[2][3]
- Este un număr triunghiular[4]
- Este un număr poligonal,[5] tridecagonal[6] și 58-gonal.
- Este un număr harshad.[7][8]
- Este un număr palindromic.
- Este un număr ondulatoriu.[9][10]
- În baza 7 este un număr repdigit (3337).

### În astronomie
- Obiectul NGC 171 (identic cu NGC 175) din New General Catalogue este o galaxie spirală barată cu o magnitudine 12,95 în constelația Balena.
- 171 Ophelia este un asteroid din centura principală, din familia Themis.
- 171P/Spahr este o cometă periodică din sistemul nostru solar.

## În alte domenii
171 se poate referi la:
- Numărul de apel de urgență în Venezuela.
- E171 (dioxid de Titan)
- În binar (10101011), preambul în antetul Specific Area Message Encoding din Emergency Alert System
- JWH-171, un analgezic (cannabinoid).
- Fox Valley No. 171, Saskatchewan, Canada